# 俄亥俄和伊利運河
俄亥俄和伊利運河（英語：Ohio and Erie Canal）是1820年代和1830年代初期在美國俄亥俄州建造的運河。它首先將阿克朗與克利夫蘭附近注入伊利湖的凱霍加河連接起來，幾年後又與朴茨茅斯附近的俄亥俄河連接起來。它還與賓夕法尼亞州的其他運河系統相連。
運河從1827年到1861年承載了這一地區大部分的運輸需求，直到1862年鐵路建成。從1862年到1913年，運河提供了工業和城鎮的水源。1913年，運河系統的大部分在重要部分被嚴重淹沒後被廢棄。
俄亥俄和伊利運河現存的大部分由國家公園管理局或俄亥俄州自然資源部管理。它們被用於各種公眾娛樂目的，並且仍然為某些行業提供水源。部分運河被保存下來，包括國家歷史地標俄亥俄和伊利運河歷史地區（英語：Ohio and Erie Canal Historic District）。